# Richard John
Richard John (21 de junio de 1896 - 19 de febrero de 1965) fue un general alemán durante la II Guerra Mundial que comandó varias divisiones. Fue condecorado con la Cruz de Caballero de la Cruz de Hierro.

## Condecoraciones
- Cruz de Caballero de la Cruz de Hierro el 20 de diciembre de 1943 como Generalmajor y comandante de la 292. Infanterie-Division[1]